# カイザー・ヴィルヘルム記念教会
座標: 北緯52度30分17.6秒 東経13度20分6.2秒 / 北緯52.504889度 東経13.335056度

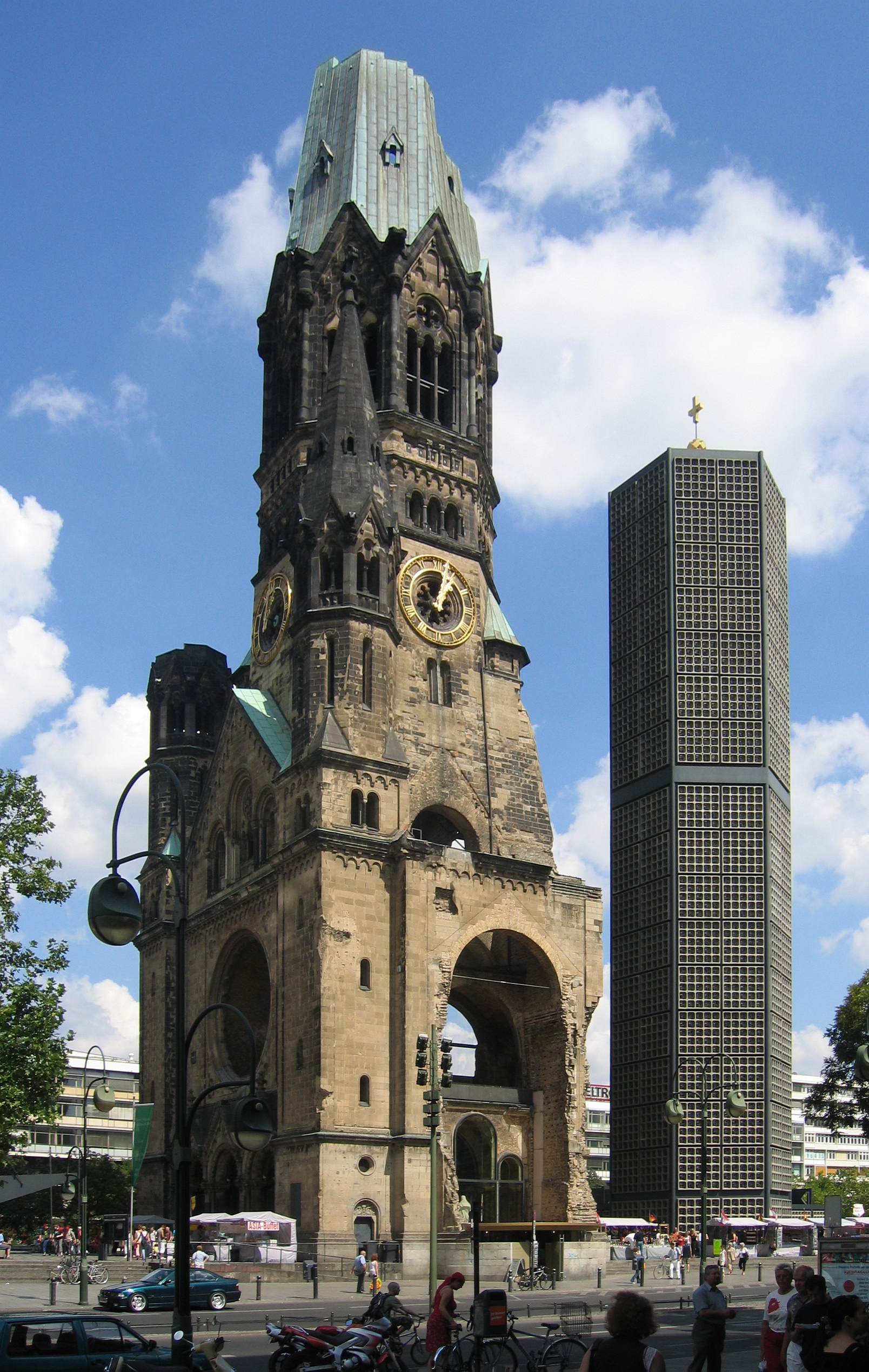
旧教会堂と新教会塔。旧教会堂は「虫歯｣、新教会塔は「リップスティック」というあだ名で呼ばれている。2004年

カイザー・ヴィルヘルム記念教会（ドイツ語:  Kaiser-Wilhelm-Gedächtniskirche ）は、ドイツ連邦共和国、ベルリン、シャルロッテンブルク＝ヴィルマースドルフ区のシャルロッテンブルク地区にある福音主義教会である。ヴィルヘルム皇帝記念教会とも訳される。カイザー・ヴィルヘルム記念教会福音主義共同体がここでルター派礼拝をおこなっている。
空襲で破壊されたままの旧教会堂鐘楼、ドイツ皇帝一家を記念し、戦争を警告する記念碑として残されている旧教会堂ホール、エゴン・アイアーマンによって設計されたモダンな新教会堂と新鐘楼で構成されているカイザー・ヴィルヘルム記念教会はベルリン西部地区を代表する建築物である。

## 教会の所在地と所属

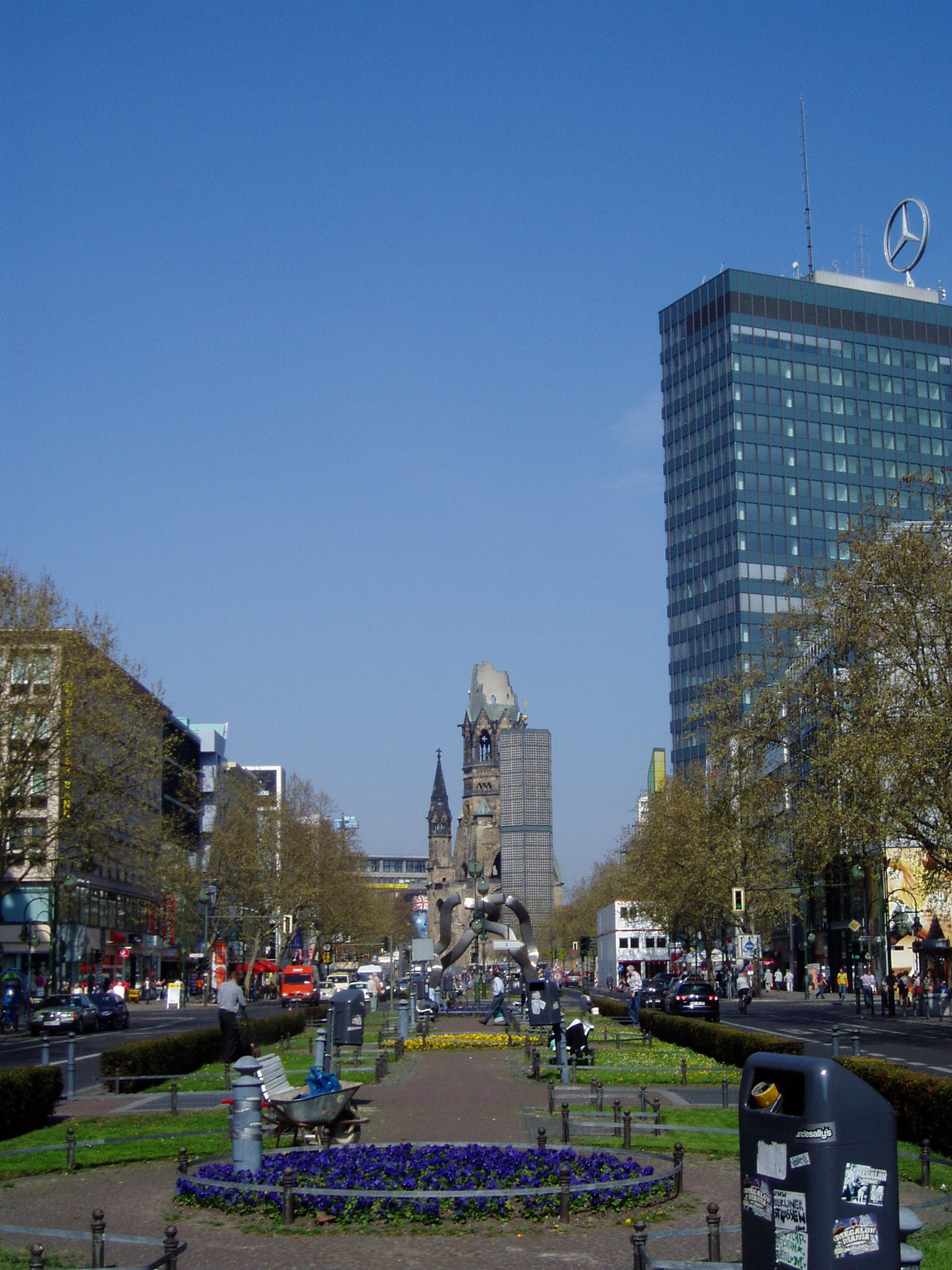
タウエンツィーン通りから見たカイザー・ヴィルヘルム記念教会、右にあるビルはオイローパセンター

カイザー・ヴィルヘルム記念教会の所在地は、郵便番号10789の区域、クーアフュルステンダム（略称クーダム）、ブダペスター通り、タウエンツィーン通りに囲まれたブライトシャイト広場であり、ベルリン動物園にも近い。最寄駅はベルリン動物園駅である。ツォー駅とも呼ばれるこのターミナル駅はベルリン西部地区公共交通機関の要衝であり、ベルリン地下鉄(U2号線、U9号線)、ベルリンSバーン(S3・S5・S7系統)が乗り入れ、ドイツ鉄道(DB)の都市近郊列車レギオナルエクスプレス(RE)、レギオナルバーン(RB)の停車駅でもある。タウエンツィーン通りに沿ってオイローパ＝センターがあり、さらに東方ヴィッテンベルク広場方向へ進むと、ユニクロのグローバル旗艦店ベルリン・タウエンツィーン店がある。
カイザー・ヴィルヘルム記念福音主義教会共同体はベルリン＝ブランデンブルク＝シュレージシェ・オーバーラウジッツ福音主義教会(EKBO)のベルリン教区(Sprengel Berlin)・シャルロッテンブルク＝ヴィルマースドルフ地区に属している。カイザー・ヴィルヘルム記念教会福音主義共同体はドイツ福音主義教会(EKD)を構成している14,412の地域共同体の一つでもあり、同時に福音主義合同教会(UEK)にも属している。

## ネオ・ロマネスク様式の旧教会堂

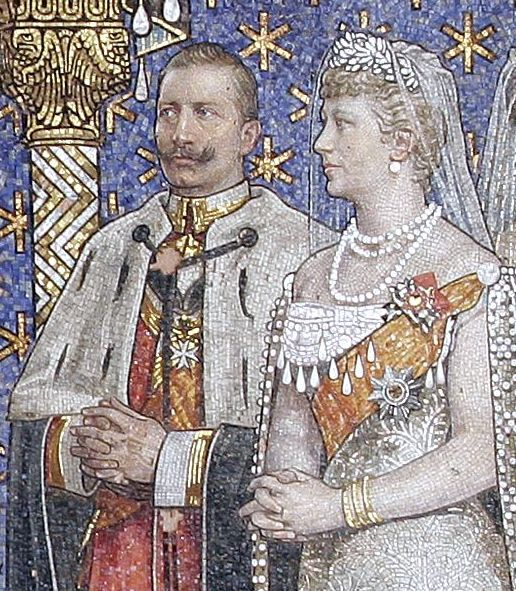
ヴィルヘルム2世と皇后アウグステ・ヴィクトリア

カイザー・ヴィルヘルム記念教会の教会堂建設は1890年に設立された福音主義教会建設協会の教会建設計画に起因している。福音主義教会建設協会はヴィルヘルム2世の皇后アウグステ・ヴィクトリア、大銀行家エルンスト・フォン・メンデルスゾーン・バルトルディらを主要な発起人にした組織で、ベルリンを中心にして約70の教会建設を主導していた。ドイツ皇帝ヴィルヘルム2世の提案によって、初代ドイツ皇帝 ヴィルヘルム1世を追悼すると同時にその功績を記念するという意味づけが与えられた。それを実現するための設計コンペが王立建築評議会とベルリン建築アカデミーによっておこなわれ、フランツ・シュヴェヒテンの設計案が採用された。シュヴェヒテンはベルリン・アンハルター駅の設計によって著名な建築家であった。公式には福音主義教会建設協会が建設事業全般を掌握していたにもかかわらず、ドイツ皇帝夫妻の代理人が何度も建築現場を訪れ、竣工まで影響を与え続けた。しかしながら、ドイツ皇帝一家は教会建築費用を一切拠出しなかった。680万マルク(今日の貨幣価値にすると450万ユーロ)に及んだ建築費用は主に民間有志とドイツ各州から拠出された。ドイツ皇帝ヴィルヘルム1世の誕生日(1797年3月22日)を想起するために、礎石は1891年3月22日に据えられた。献堂式は1895年9月1日であった。この日は普仏戦争のセダンの戦いにおいて、プロイセン王国がフランス帝国に勝利した1870年9月1日にちなんでいる。
建築家シュヴェヒテンはケルン生まれであり、生まれ故郷のラインラント地方のロマネスク様式教会に倣ったネオロマネスク建築様式でカイザー・ヴィルヘルム記念教会旧教会堂を設計した。教会塔(鐘楼)の数と十字中央交差を持つその塔のスタイルはケルンに近いボンの司教座大聖堂やヘッセン州 ゲルンハウゼンにあるゲルンハウゼン・マリエン教会の内陣(主祭壇部)に類似していた。凝灰岩を使った教会堂正面(ファサード)に関して、アイフェル地方やラインラント地方に見られる教会建築をそのまま模倣しており、ベルリンのあるブランデンブルク地方では全く異質な教会堂であった。
5つの教会塔を持つ旧教会堂は記念碑的な印象を与えた。主要な教会塔は113mの高さ(戦災後の今日は71m)があり、後の1920年に大ベルリンに合併されることになる当時のシャルロッテンブルク市で一番高い建物であった。この教会に見られるように、ネオロマネスクはドイツ全土で一時的に好まれた建築様式だった。周辺に新たに建設された多くの建物も、カイザー・ヴィルヘルム記念教会を意識してネオロマネスク様式を採用し、ロマーニッシェ・フォーラムと呼ばれる街路を形成した。シュヴェヒテンが設計したロマーニッシェス・カフェ（Romanisches Café）が代表的な建物で、芸術家や文学者たちの集う喫茶店として有名だった。今日、同じ名称を持つ店がカイザー・ヴィルヘルム記念教会に隣接しているオイローパ＝センターに入居している。

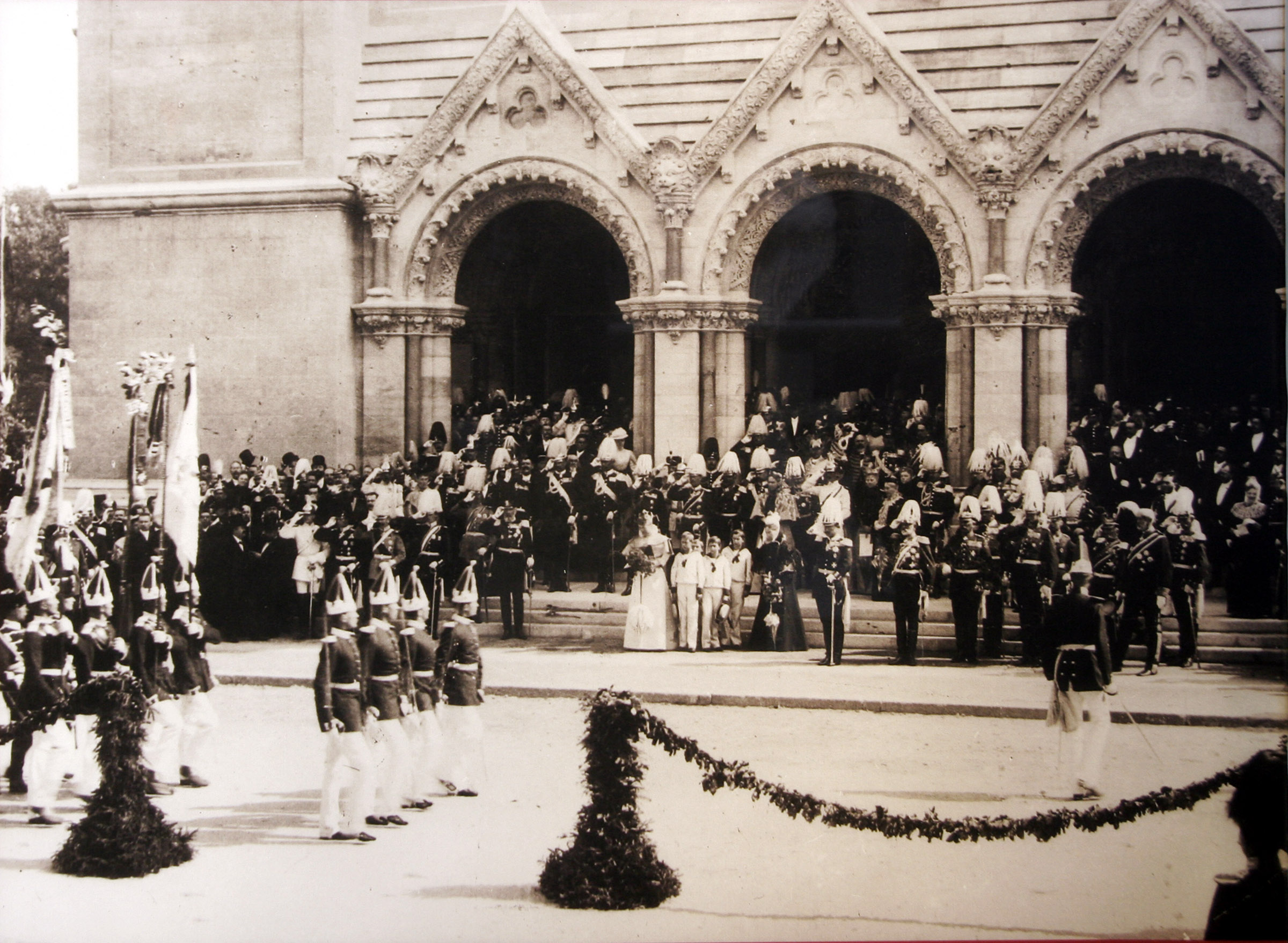
1895年9月1日献堂式
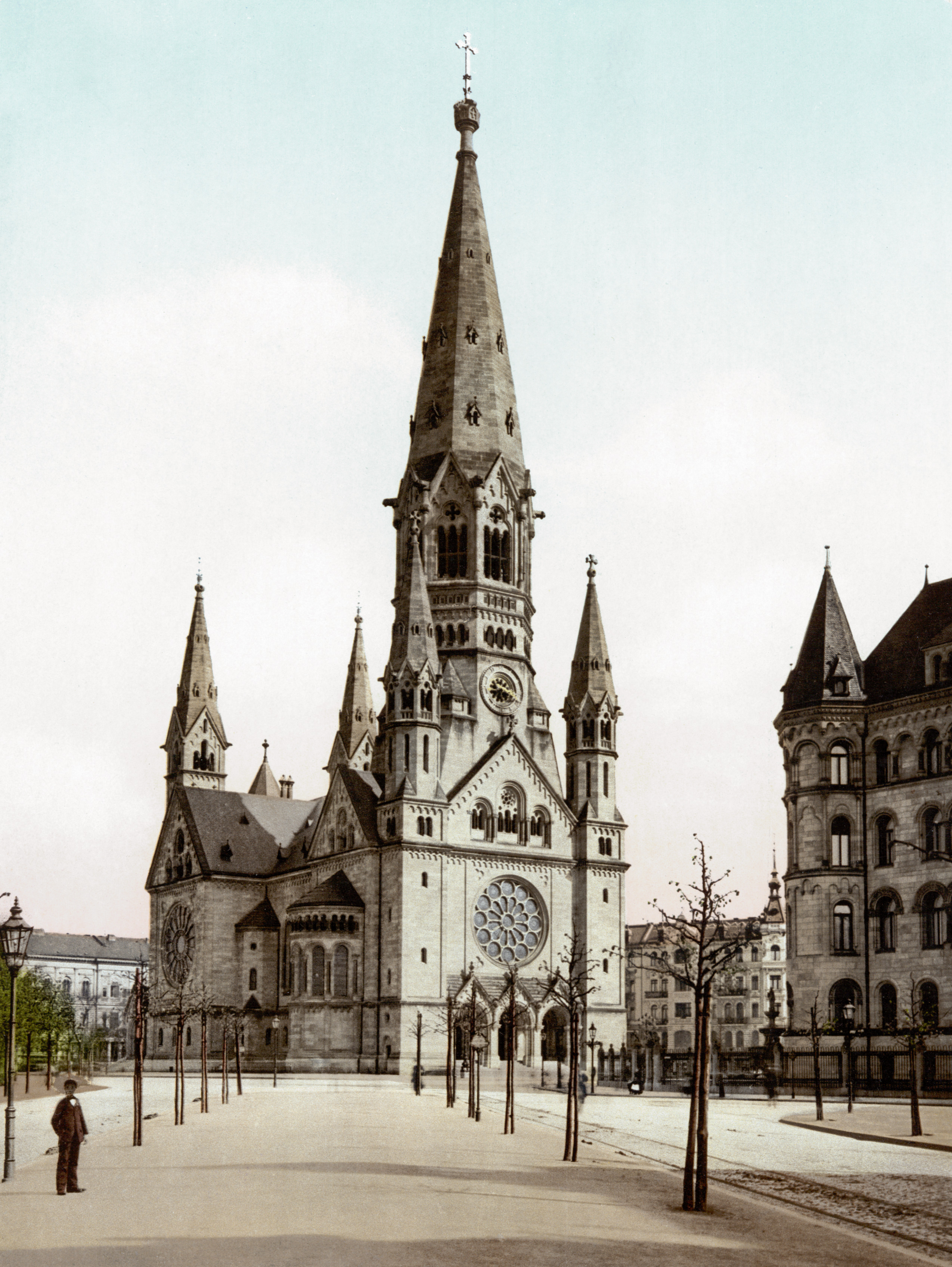
完成当初のロマネスク様式の教会1900年
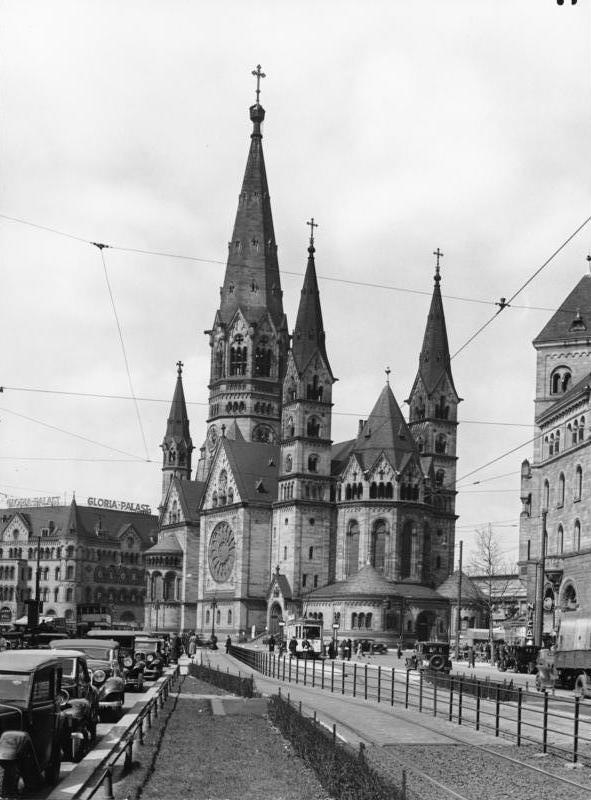
カイザー・ヴィルヘルム記念教会、1939年
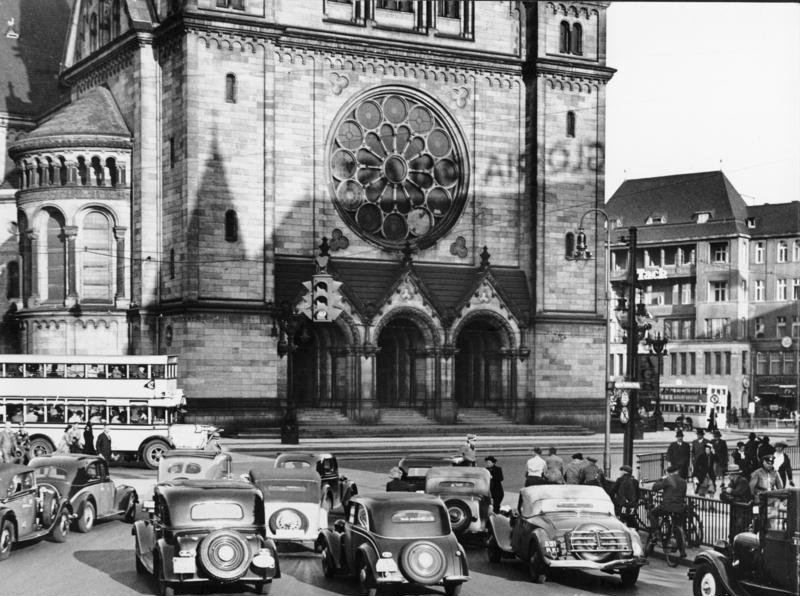
旧教会堂入り口部分、1939年

### 旧教会堂の鐘
カイザー・ヴィルヘルム記念教会旧鐘楼には5つの鐘があり、鳴り出した時の音量は当時ドイツ最大であったケルン大聖堂を上回るものであった。そのため、鐘楼の鐘が鳴りだすと隣接するベルリン動物園にいた狼たちが一斉に遠吠えをしたため、ベルリン西部地区の住民を不安にさせた。
献堂式において、動物の叫びや狼の群れによる遠吠えが鐘楼の鐘の音に混ざり、教会堂竣工を祝う人々の歓声をかき消してしまった。これは予定していなかった事態であった。騎馬警官がベルリン動物園に急行し、鐘の音に驚き咆哮する動物たちを鎮めようとしたが、多くの動物たちは反抗的で警官たちの指示を無視した。その時以来、鐘楼の鐘が鳴ると、動物たちが吠え続けた。—フェドル・フォン・ツォーベルティツ『帝政時代末期の社会記録』、1922年、77–78頁
旧鐘楼に据えられていたのは、普仏戦争時にフランス軍から捕獲したブロンズ製大砲によって鋳造された鐘であった。この鐘は第二次世界大戦が始まると拠出されることになった。鐘楼には5つの鐘があったが、4つの鐘が1943年1月に取り外され、戦争のために溶かされた。福音主義教会共同体には一番小さい鐘一つのみが残された。戦災を受けた際、この鐘は大きな損傷を受け、1949年にテューリンゲン州アポルダで鋳造された新たな鐘が供給された。

### 旧教会堂内部
旧教会堂内部は贅沢に飾られていた。旧教会堂入り口部分において、今日においてもなお重要な意味を示すモザイクを見ることが出来る。そのモザイクはヘルマン・シャーパーによって描かれ、プール＆ヴァーグナー社によって仕上げられた。そのモザイクの大半は当時において既に時代遅れと見なされていた王権神授説という観念を表している。

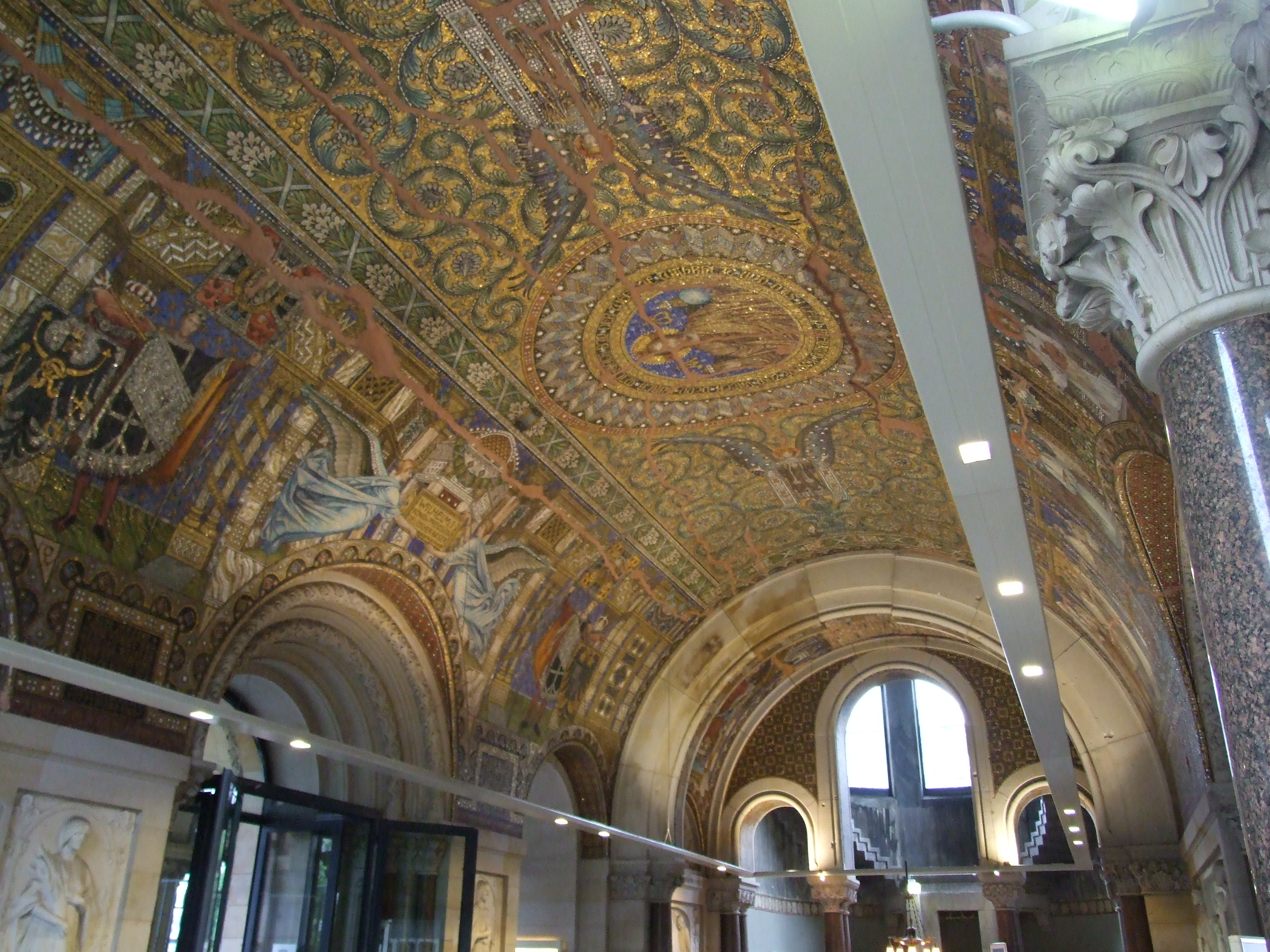
入り口ホール天井部分にあるモザイク、2008年
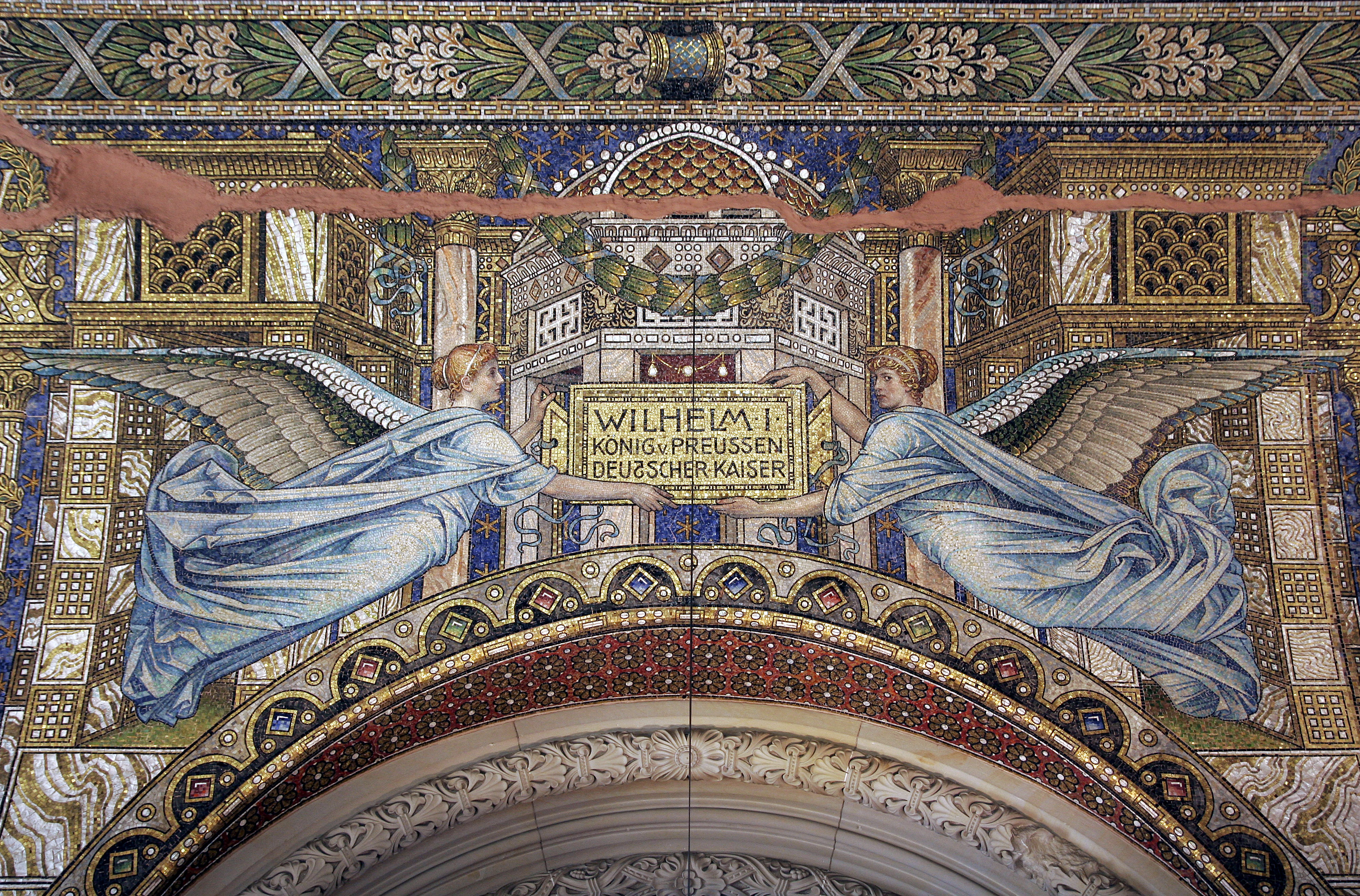
入り口ホールにあるドイツ皇帝ヴィルヘルム1世への献呈板
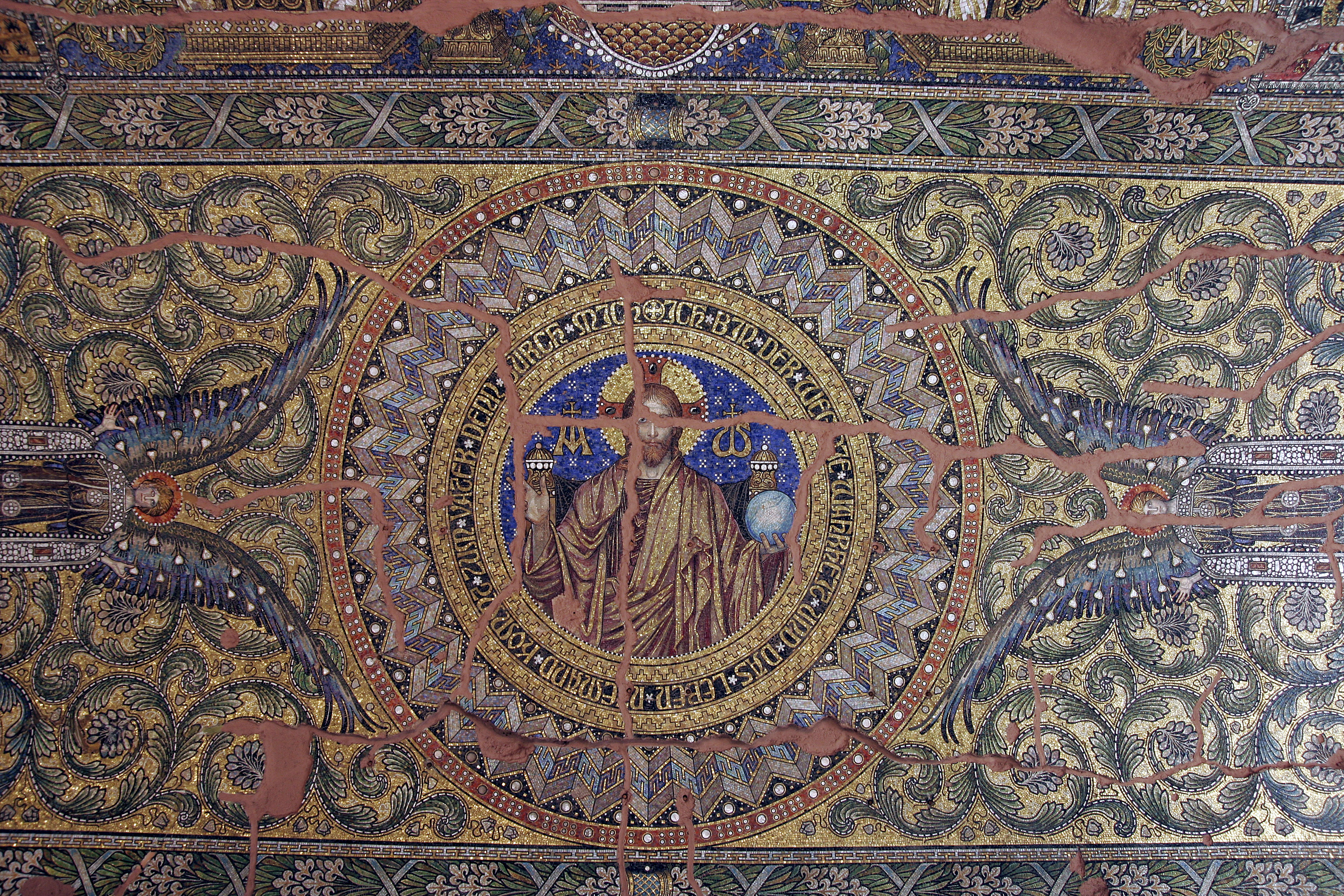
天井モザイク
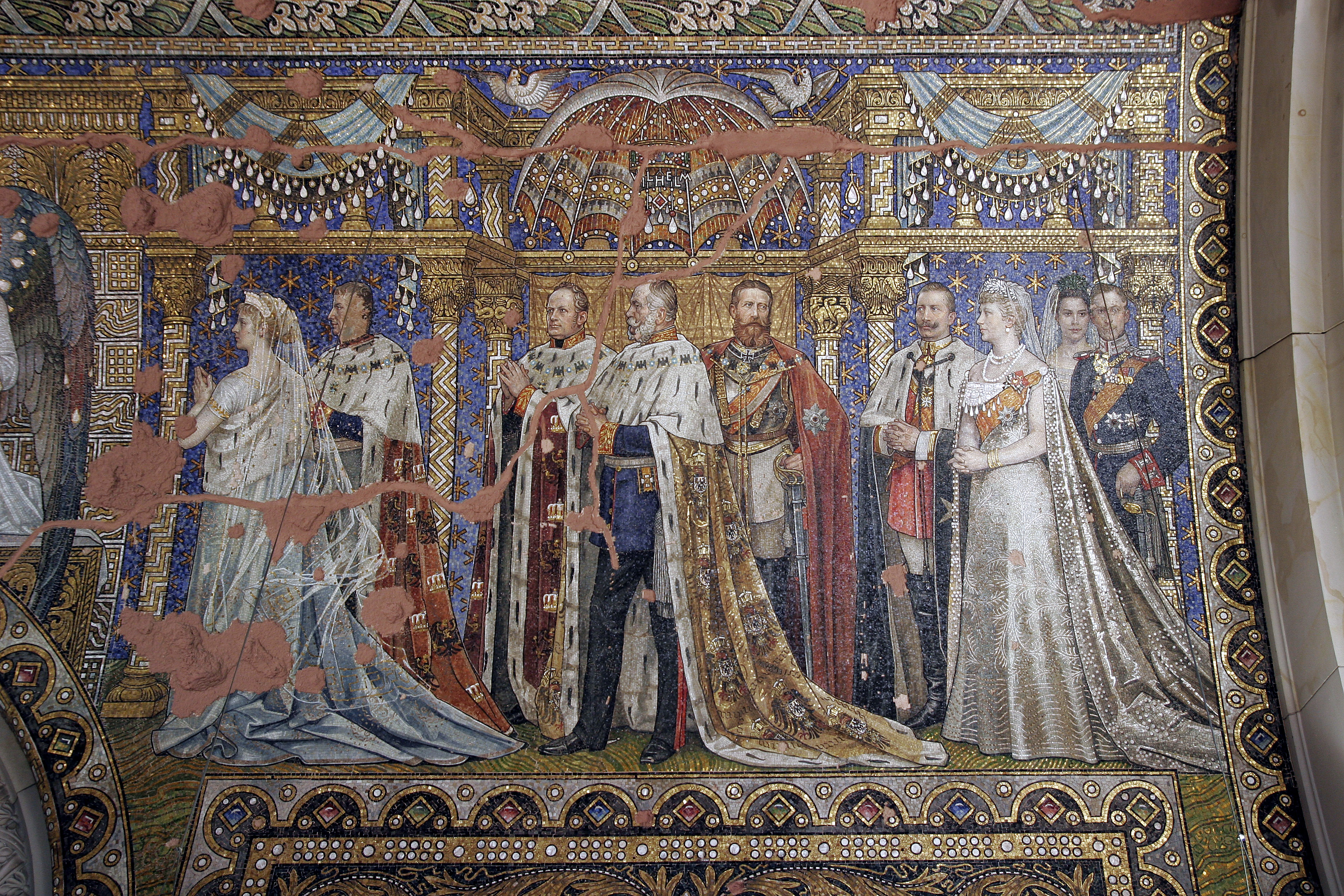
若きドイツ皇帝ヴィルヘルム2世をはじめとするホーエンツォレルン家 一族

## 戦災
1943年11月22日夜の英国空軍のベルリン空襲によって旧教会堂は炎上、身廊部分を支える骨組みが崩壊すると同時に、一番大きい教会塔の頂部が折れて崩れた。戦争終結後に崩れた旧教会堂が以前と同様な形態で再建する約束がナチス政府によって為されていた。それとは対照的に、第二次世界大戦時後の戦勝国はヴィルヘルム帝政時代を反映するような旧教会堂のそのままの再建には難色を示した。戦後しばらく、カイザー・ヴィルヘルム記念教会の旧教会堂は崩れたまま放置されていた。1956年になって初めて旧教会堂内陣部分の瓦礫の撤去が開始された。

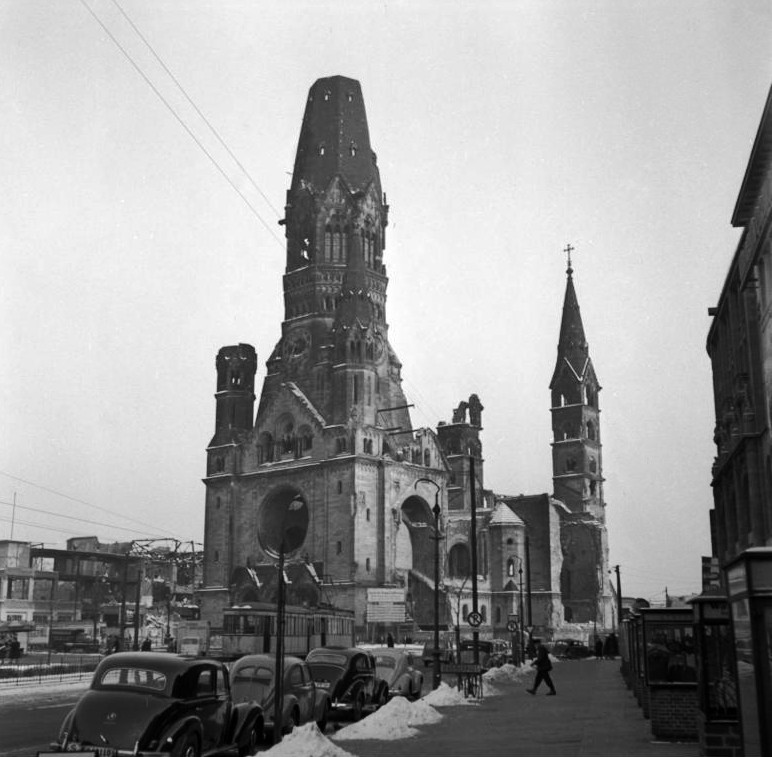
崩れたまま放置されたカイザー・ヴィルヘルム記念教会、1954
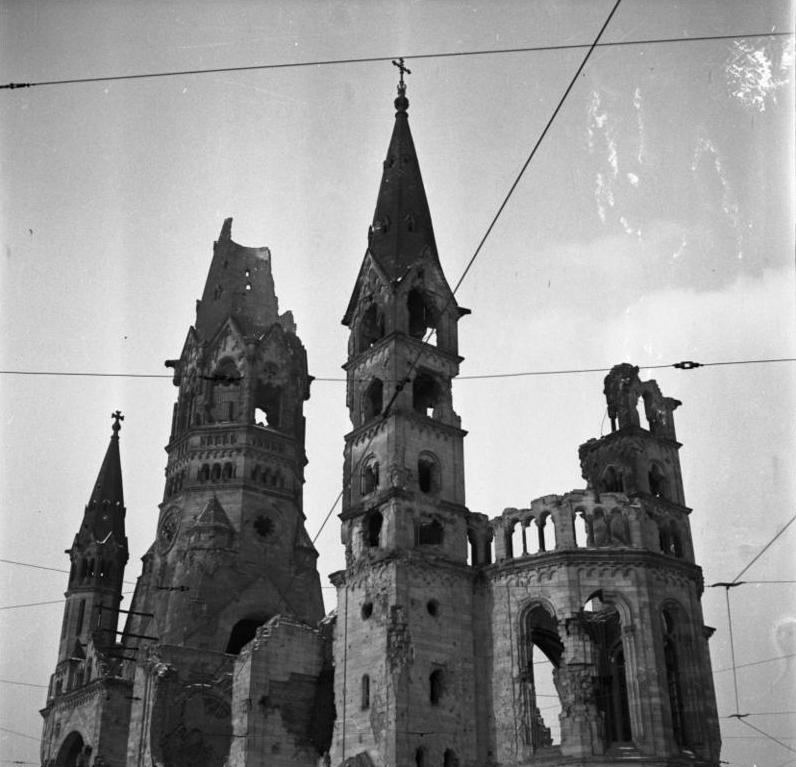
廃墟になった旧教会堂のクローズアップ、1954
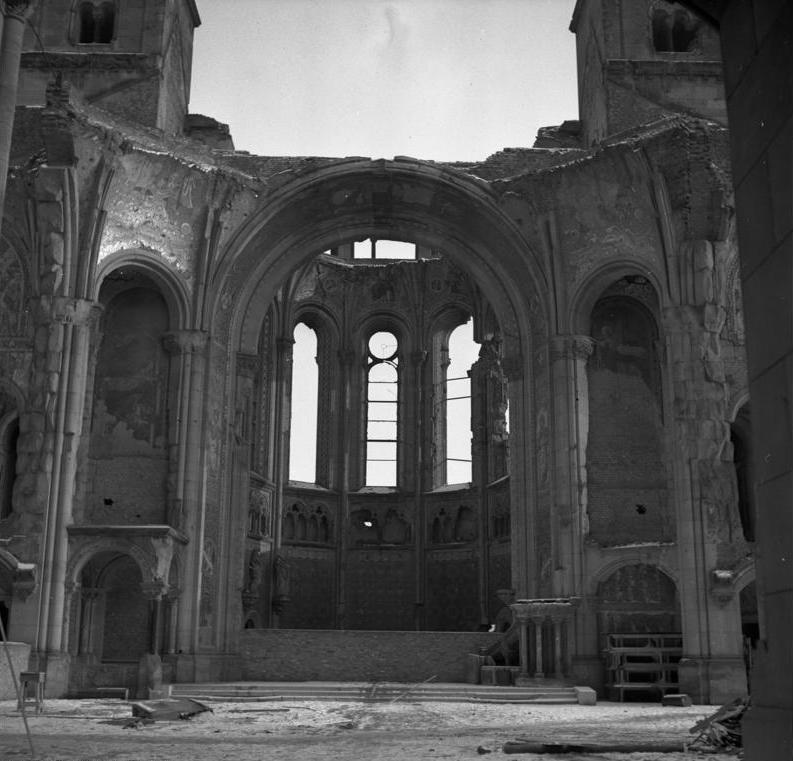
廃墟になった旧教会堂の内部、1954

## 新カイザー・ヴィルヘルム記念教会

### 戦争を警告する記念碑と戦後の教会施設群建設

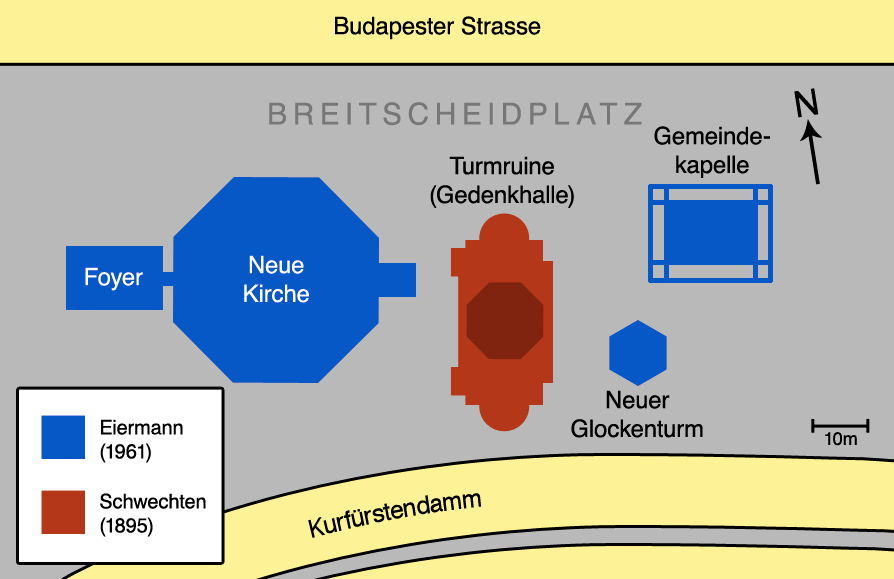
廃墟になった旧教会堂(赤色)、
アイアーマン設計の新教会施設(青色)

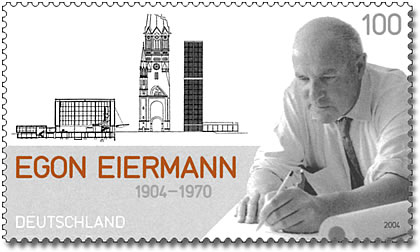
設計者エゴン・アイアーマンと
カイザー・ヴィルヘルム記念教会、
ドイツポスト発行記念切手、2004年

1957年3月にエゴン・アイアーマンが教会施設新築の設計コンペによって設計者に選ばれた。彼は旧教会堂の完全撤去を前提とした現代建築による新教会堂を設計した。この設計案は終わることのない熱い議論を呼び起こした。最終的には建築家側も、反対した市民側も意に沿わない妥協で終えることになった。71mの高さを持つ旧教会堂の廃墟を戦災記念碑として残したまま、アイアーマンによって設計された新教会堂、新鐘楼、小礼拝堂が建築アンサンブルを構成している。廃墟になった旧教会堂を中心にして西側に8角形の新教会堂身廊と長方形のホワイエが配置され、東側に6角形の新鐘楼(53,5m)と長方形の小礼拝堂が置かれている。1959年5月9日に新教会堂の礎石が据えられ、1961年12月17日にベルリン・ブランデンブルク福音主義教会監督のオットー・ディベリウスの司式で新教会堂完成献堂式がおこなわれた。カイザー・ヴィルヘルム記念教会新教会堂を含む建築アンサンブルはドイツの戦後を象徴する重要な記念碑、ベルリンの代表する建築物として見なされるようになった。その後、ベルリンの市民たちは8角形の新教会堂に化粧コンパクトケース、新鐘楼にリップスティックという愛称をつけた。

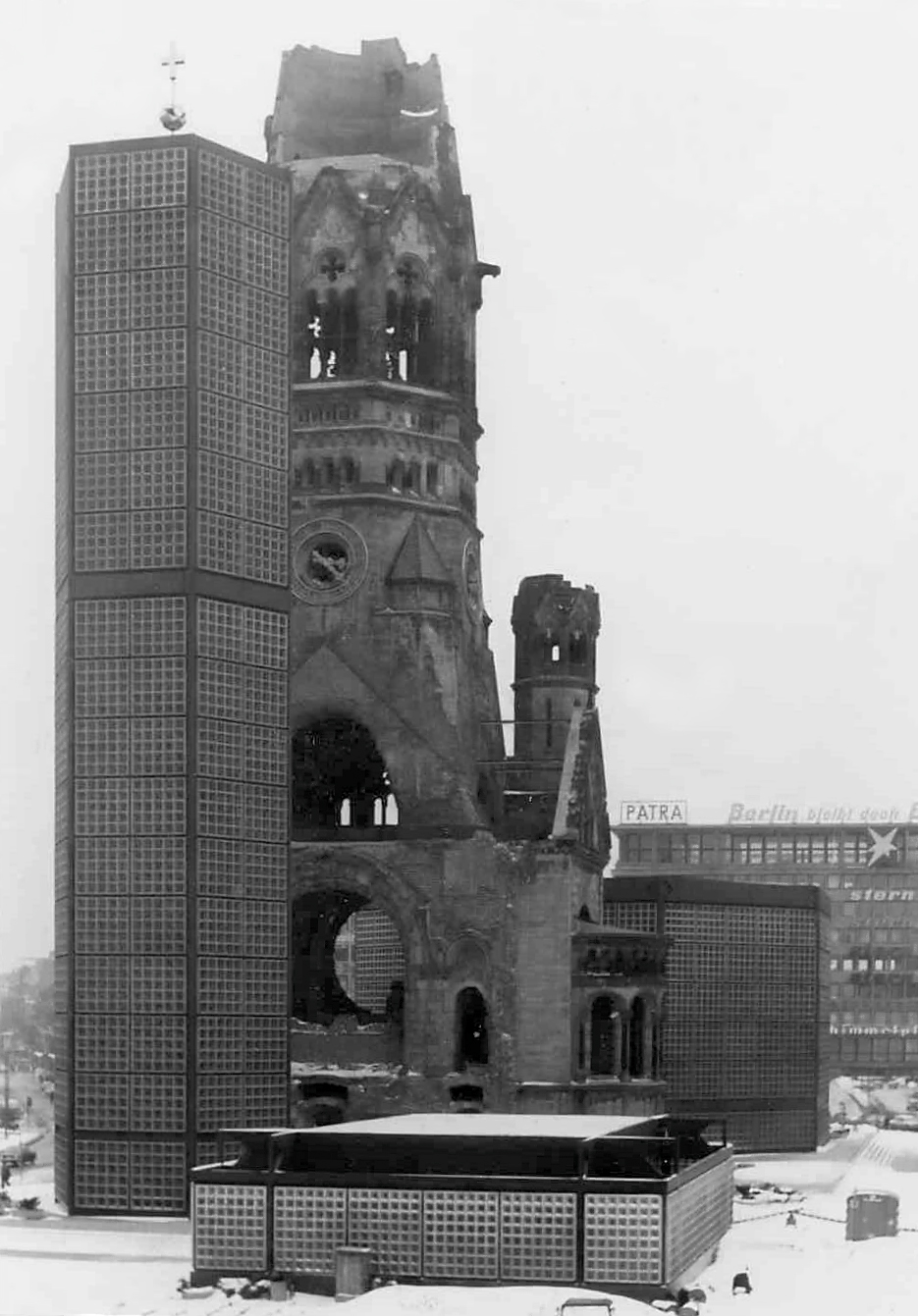
旧教会堂の廃墟を中心にして手前に小礼拝堂、左側に新鐘楼、 新教会堂, 1964年
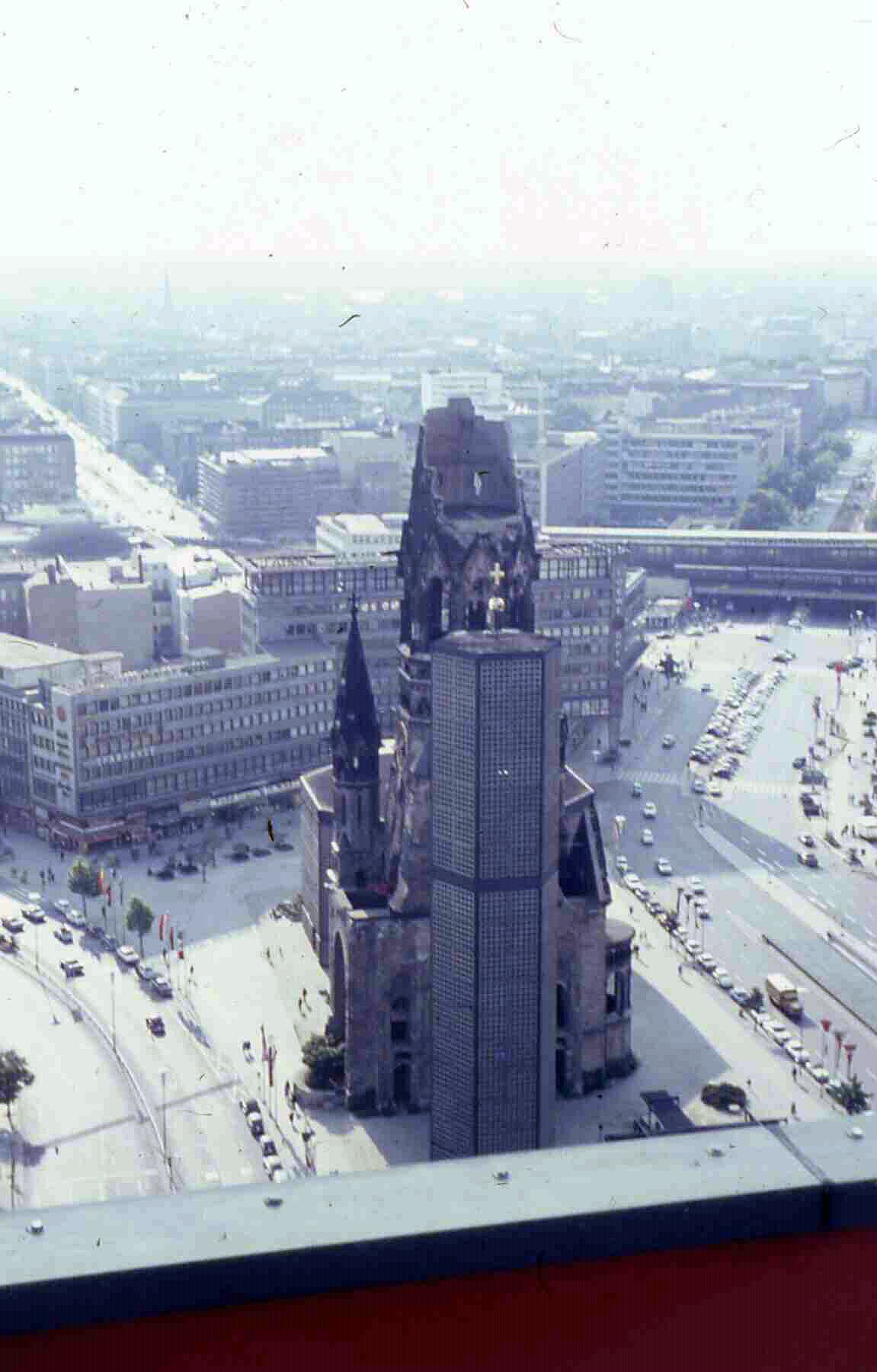
オイローパ＝センターから見たカイザー・ヴィルヘルム記念教会、1968年
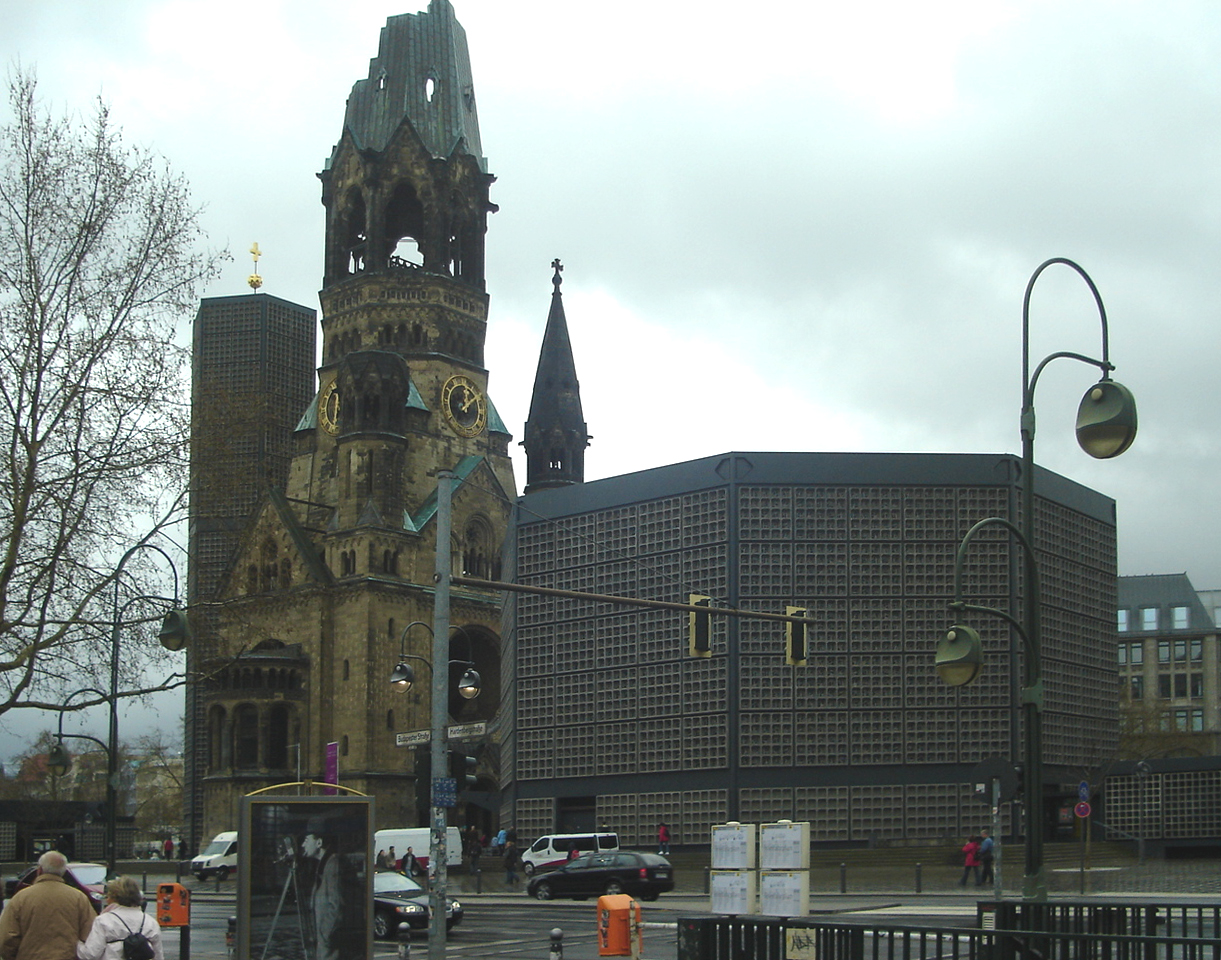
8角形の新教会堂と ホワイエ、2007年

### 新教会堂内部造作
建築家エゴン・アイアーマンは新教会堂内部の主要部分、祭壇、説教壇、洗礼盤、燭台、会堂内照明器具、会堂内椅子、パイプオルガン前面部分デザインも立案した。

### 青色の光
新教会堂最大の特徴はガラス窓で出来た壁である。他の所では見られない珍しい意匠であり、2万以上のガラス窓を組み合わせて制作されていた。フランスだけで約400の教会、さらに世界各地にある多くの教会のステンドグラスを製作したフランス人ステンドグラス作家のガブリエル・ロワールが、カイザー・ヴィルヘルム記念教会向けのガラス窓（ステンドグラス）をシャルトルにある彼の工房で製作した。多彩なガラスが光彩を放ちながら狭い範囲に集められ、コンクリート（ベトン）の枠にはめ込まれている。差し込む光はガラスの断面によって屈折し、研磨された宝石の輝きに近い印象を見る人に与える。ベルリンの新教会堂では、鉄骨で支えられた壁にブラインドの働きをするガラス窓がはめ込まれている。この教会堂における群青色（ウルトラマリン）に関して、ロワールはシャルトル大聖堂の「エッサイの木」を表すステンドグラスで使われている青色からインスピレーションを得ている。アイアーマンによる原案では明るい青色が強調されていた。訪問者が眩しく感じないように、青色のガラス壁は最初4ｍの高さから上にはめ込まれていた。4cmの厚さを持つ二重壁によって新教会堂は遮音効果を得ている。夕暮れ時の斜光が教会堂内に入り込むことを二重壁に組み込まれた電気照明を使って阻止している。その時、新教会堂内の壁に組み込まれたガラス礎石が光り輝くのである。

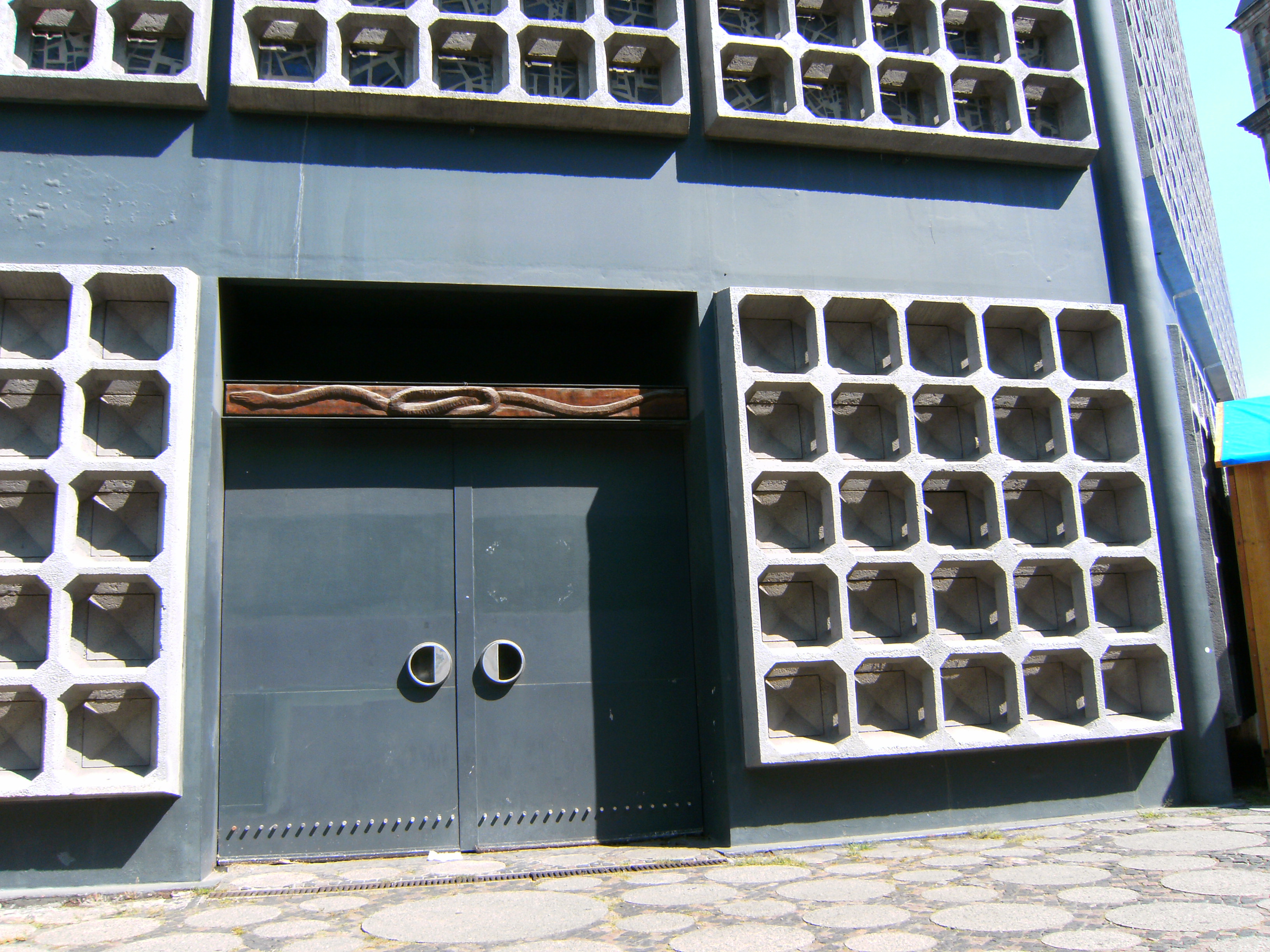
4ｍの高さから置かれるガラス窓を持つ新教会堂入り口
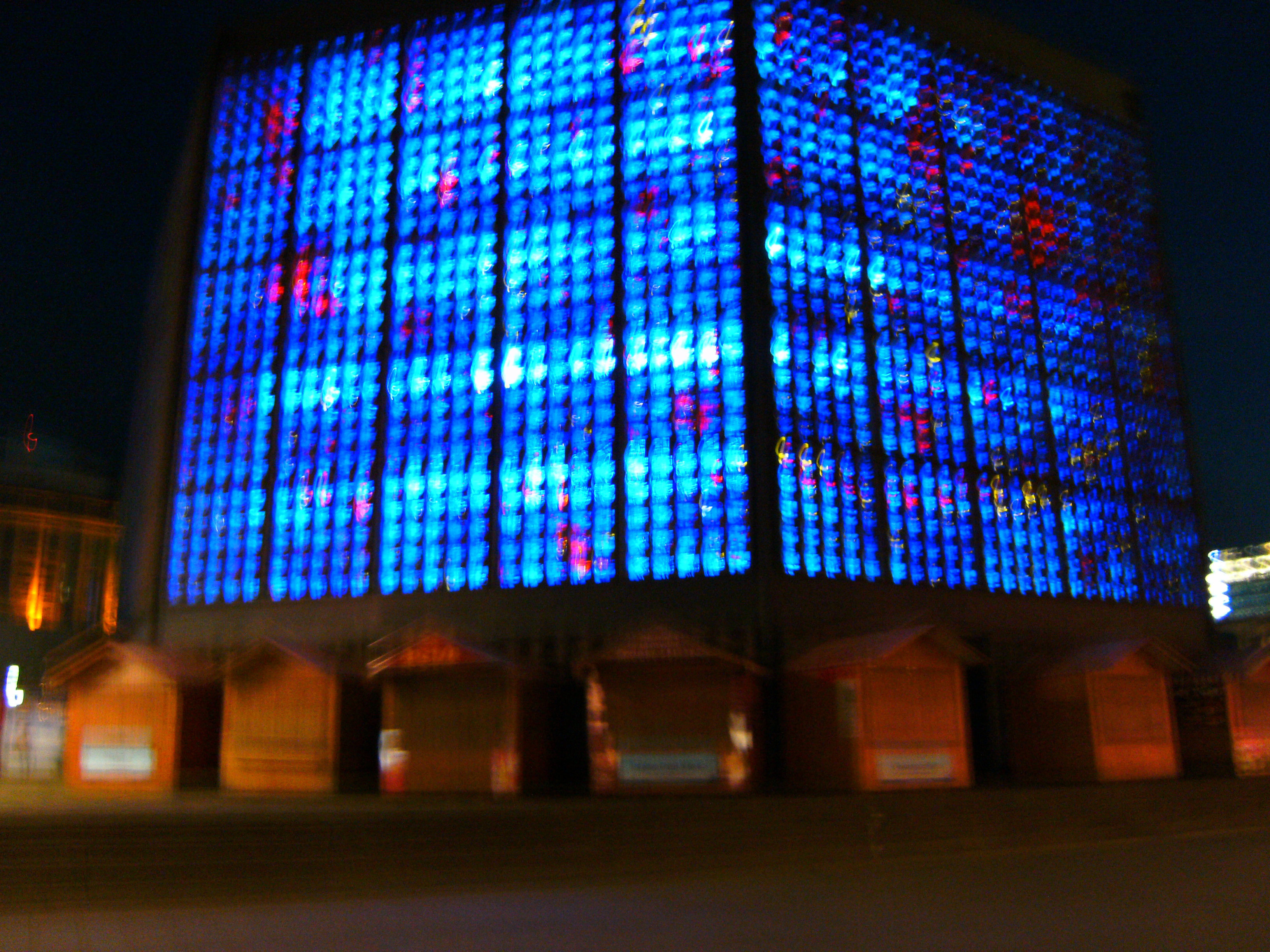
青色が浮かび上がる 新教会堂の夜景

### パイプオルガン
パイプオルガンは1958年から1962年までカール・シュッケ・ベルリン・オルガン製作所によって、5000以上のパイプを持って製作された。このパイプオルガンは2005年にオーバーホールをおこなった。このオルガンに関して特筆できることは音色の多彩さである。

### 新教会鐘楼の鐘
6角形の新鐘楼にはヘッセン州ジンにあるリンカー鋳造所のブロンズ製の6つの鐘が据えられている。新鐘楼内部は3層構造になっており、鐘は2つずつ並べられて設置されている。鐘は電動式である。様々な教会行事において、異なるパターンを使って鐘を鳴らしている。
- 礼拝時の主の祈り: 4番鐘単独で鳴らす。
- 祈祷会、洗礼式、結婚式: 4,5,6番鐘を組み合わせて鳴らす。
- 夕礼拝と葬儀礼拝:3,4,5,6番鐘を組み合わせて鳴らす。
- 主日礼拝: 2,3,5,6番鐘を組み合わせて鳴らす。
- 祝祭日礼拝: 6つの鐘(1,2,3,4,5,6)全てを使う[9]。

| Nr. | 鋳造年 | 鋳造所                                   | 大きさ (mm) | 重さ (kg, ca.) | 音程 (HT-1/16) | 銘文 |
| 1   | 1960   | Glocken- und Kunstgießerei Rincker, Sinn | 2140        | 5740           | g0 +1          | Eure Städte sind mit Feuer verbrannt (Jes 1, 7). Aber mein Heil bleibt ewiglich, und meine Gerechtigkeit wird kein Ende haben (Jes 51, 6)                  |
| 2   | 1960   | Glocken- und Kunstgießerei Rincker, Sinn | 1818        | 3593           | b0 +3          | Er vergilt uns nicht nach unserer Missetat (Psalm 103, 10)                                                                                                 |
| 3   | 1960   | Glocken- und Kunstgießerei Rincker, Sinn | 1648        | 2854           | c1 +4          | Gott, dein Weg ist heilig (Psalm 77, 14) |
| 4   | 1960   | Glocken- und Kunstgießerei Rincker, Sinn | 1473        | 2000           | d1 +4          | Hilf deinem Volk und segne dein Erbe (Psalm 28, 9) |
| 5   | 1960   | Glocken- und Kunstgießerei Rincker, Sinn | 1405        | 1807           | es1 +4         | So sind wir nun Botschafter an Christi Statt; denn Gott vermahnt durch uns; so bitten wir an Christi Statt: Lasset euch versöhnen mit Gott! (2. Kor 5, 20) |
| 6   | 1960   | Glocken- und Kunstgießerei Rincker, Sinn | 1279        | 1453           | f1 +3          | Seid fleißig zu halten die Einigkeit im Geist durch das Band des Friedens (Eph. 4, 3)                                                                      |

### カイザー・ヴィルヘルム記念教会小礼拝堂
小礼拝堂の壁も同様にガラスの基礎材料によって構成されている。そこではライトブルーの斑晶が用いられているため、新教会堂よりもやや明るい青色を示している。小礼拝堂自体は鉄骨構造の建物である。エルンスト・バルラハの受難キリスト像による祭壇画が置かれている。小礼拝堂は見学が認められておらず、教会共同体内の催しにのみ使われている。

### 新教会堂のリニューアル工事

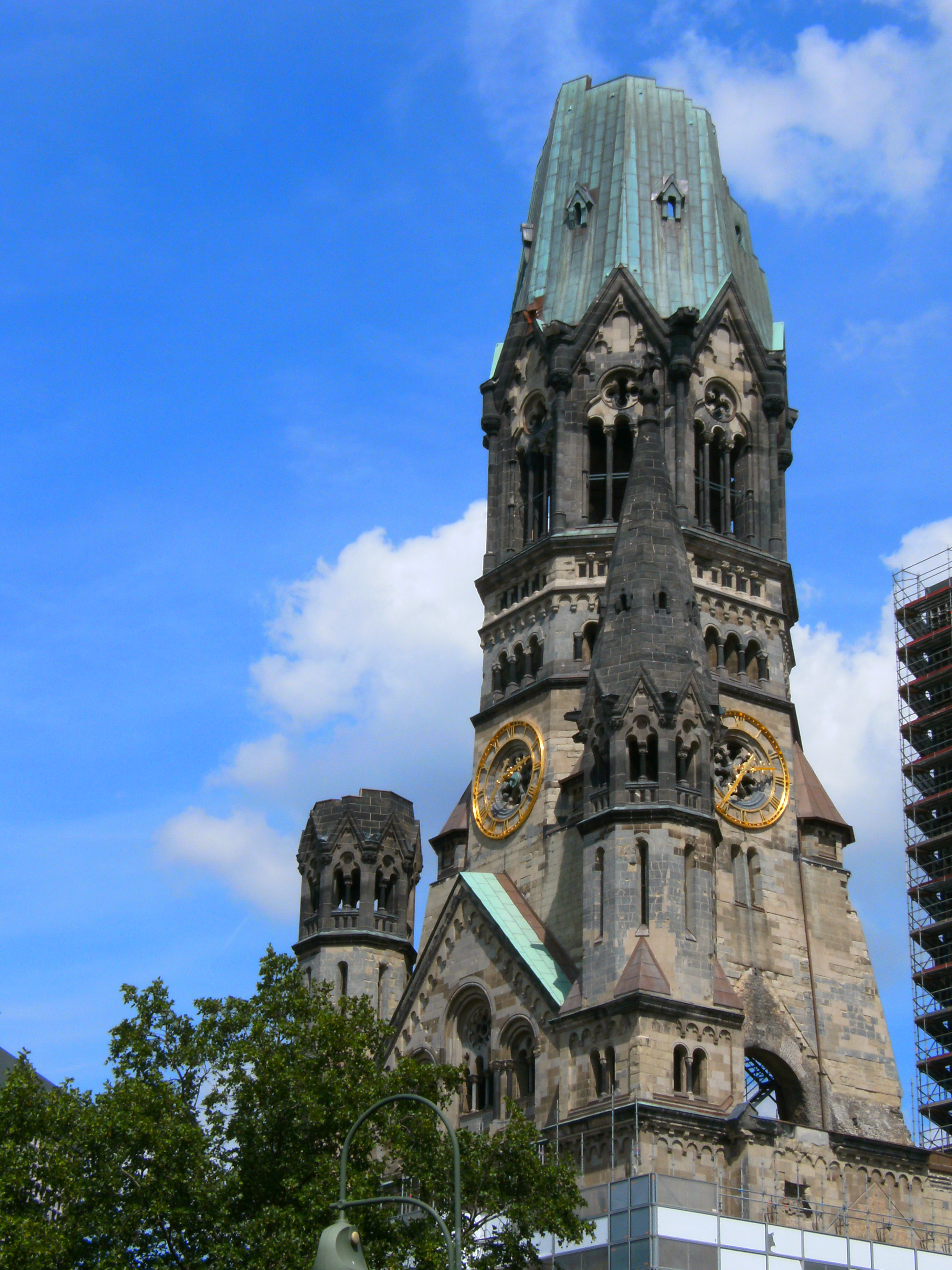
2014年夏のカイザー・ヴィルヘルム記念教会旧鐘楼

#### 旧鐘楼部分 (戦災廃墟)
旧鐘楼部分(戦災廃墟)は保全修復が繰り返しおこなわれている。1980年代における最初の保全修復において、崩れていた石材の表面塗装がおこなわれたが、それによって内部が損傷してしまった。2009年から2015年にまで及んだ作業によって、雨水と雪解け水の浸透によって崩れていた部分が保全修復された。

#### 新鐘楼

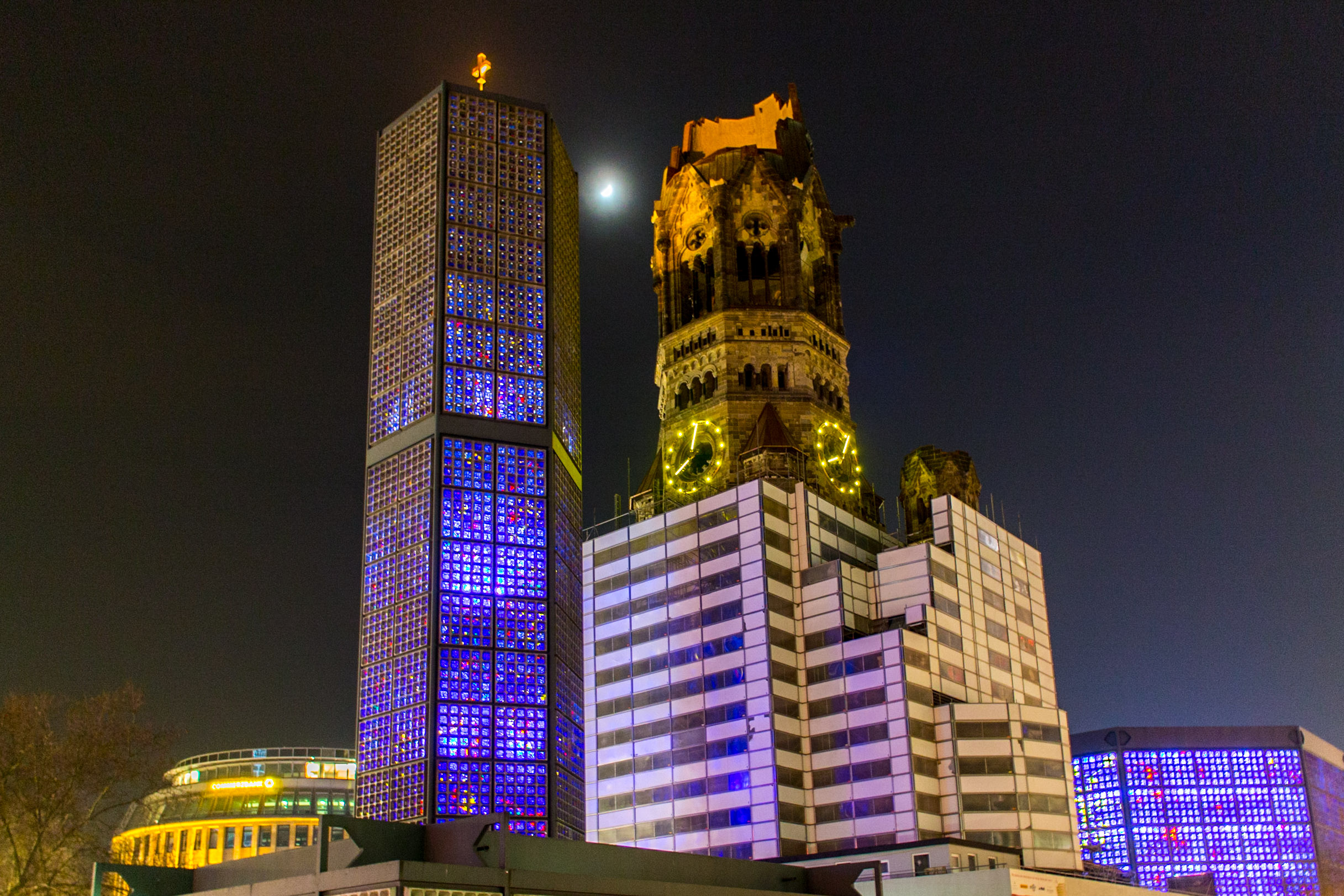
2014年2月時のカイザー・
ヴィルヘルム記念教会新鐘楼

新鐘楼は修復せずに最近まで放置されていた。2014年になって、新鐘楼の状況検査と根本的修復をするための足場が組まれた。2015年にヴューステロート財団からカイザー・ヴィルヘルム記念教会小礼拝堂に関する修復計画書が出された。窓、入り口、庭、暖房装置、換気装置、電装、サニタリー部分の修復が必要と見なされた。

## 戦争記念碑

### 象徴としての旧鐘楼廃墟部分

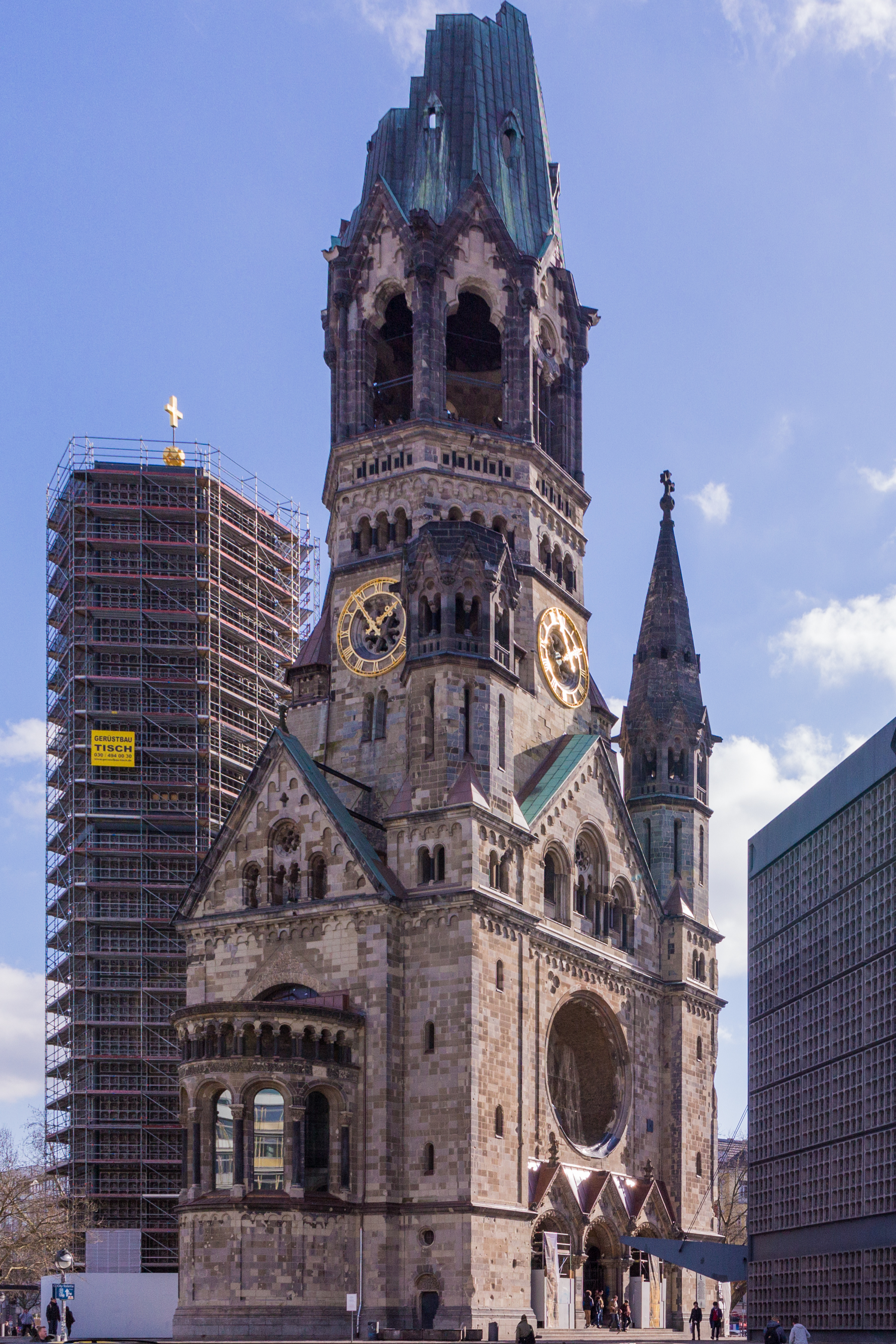
カイザー・ヴィルヘルム
記念教会、2015年

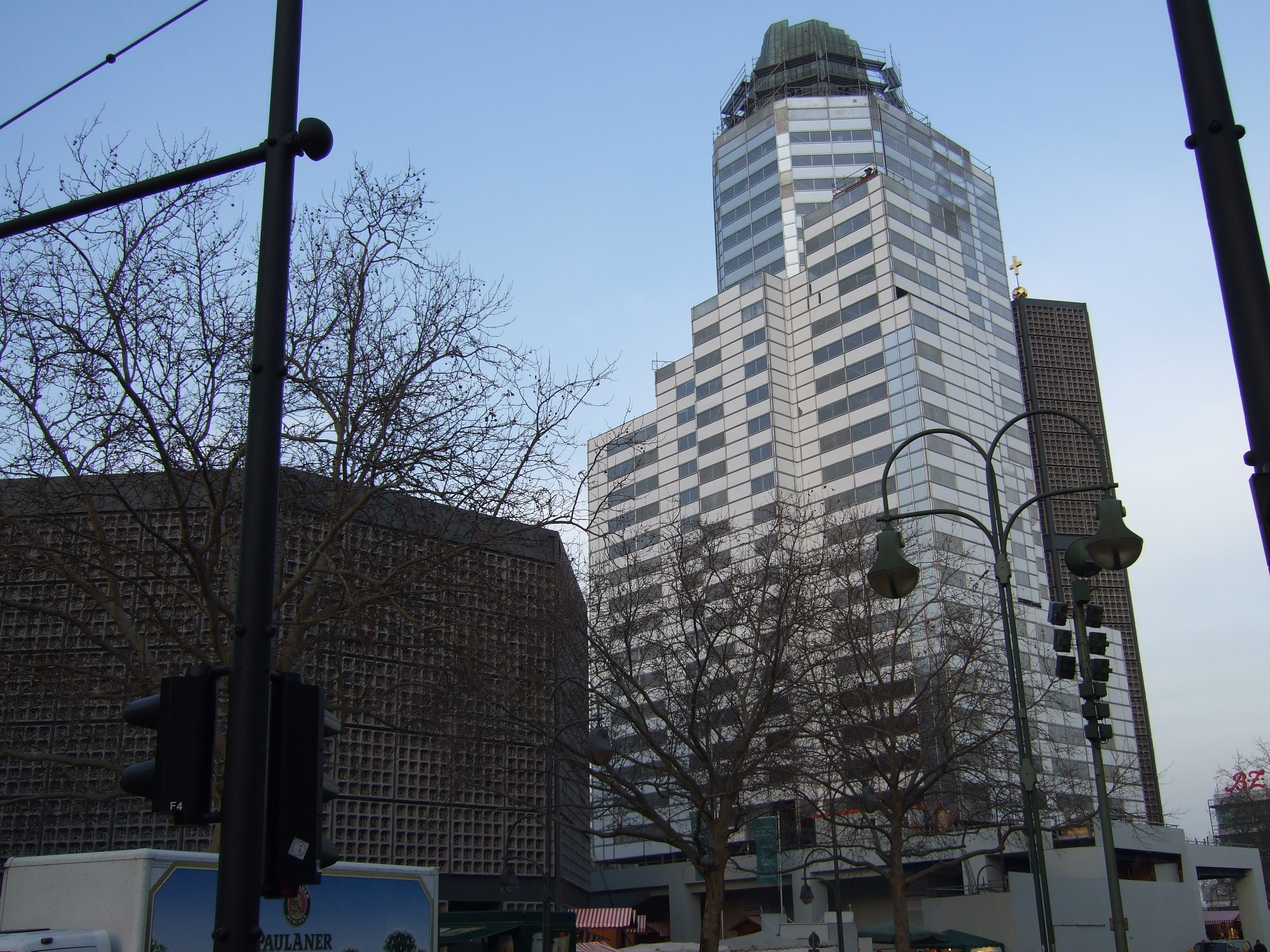
旧鐘楼を取り囲む修復作業用足場、2011

第2次世界大戦時のベルリン空襲による旧鐘楼廃墟は戦争への反省を促す警告記念碑として崩れたままの状態に置かれた。旧鐘楼廃墟は時間の経過によって全面的な修復が必要とされる状況になった。カイザー・ヴィルヘルム記念教会建築アンサンブルの維持に関しての教会共同体のイニシアチブによって、ベルリンの様々な企業が旧鐘楼廃墟修復のための資金集めに加わった。
2010年10月に旧鐘楼廃墟部分に修復用足場が組まれて、2012年初めには旧鐘楼内の修復も開始された。本格的修復作業は2013年には終了し、2013年8月には修復のための足場も大半が撤去された。

### スターリングラードの聖母

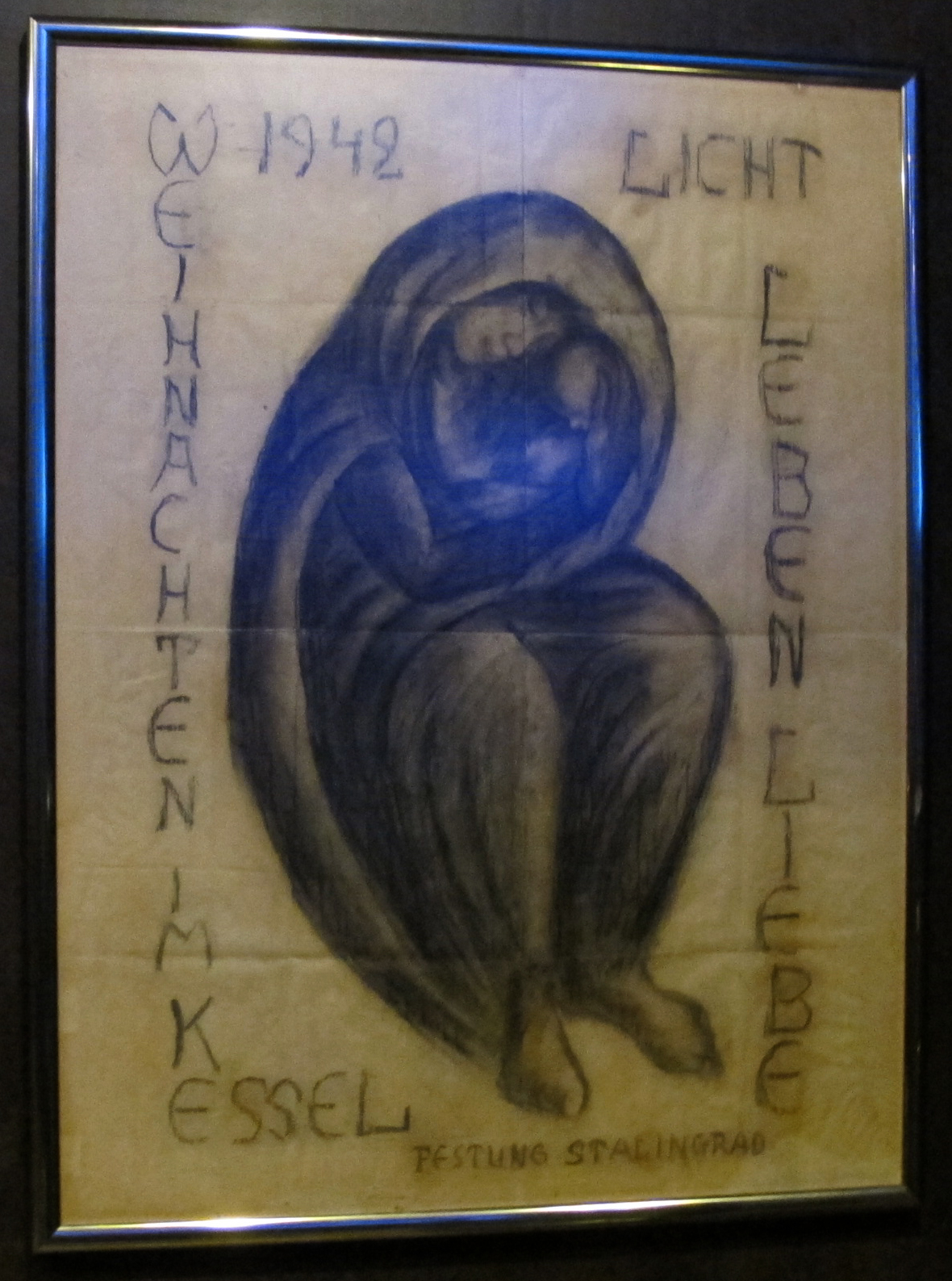
スターリングラード
の聖母

新しい教会堂内にはスターリングラードの聖母と呼ばれる、木炭で描かれた聖母を見ることができる。これはクルト・ロイバーが1942年のクリスマスに包囲下のスターリングラードで ソ連赤軍の地図の裏に描いたものであり、「光・命・愛」という『ヨハネの福音書』からの言葉が書き添えられている。彼はドイツ国防軍軍医中尉であると同時に、アルベルト・シュヴァイツァー博士と交流のあったヘッセン州の福音主義教会牧師でもあった。ロイバーはソ連赤軍の捕虜となった後、1944年1月に収容所で病死した。多くの手紙を送った妻子のもとに帰ることはかなわなかったが、彼の描いた聖母像は最後の手紙と一緒に息子のもとにもたらされた。戦後、カイザー・ヴィルヘルム記念教会内に飾られ、現在に至る。
スターリングラードの聖母の複写が、ドイツ空軍による空襲で大きな被害を受けた英国コベントリーにある英国国教会コベントリー大聖堂とロシア連邦ボルゴグラードにあるロシア正教会大聖堂にも置かれている。

### 旧教会堂記念ホール

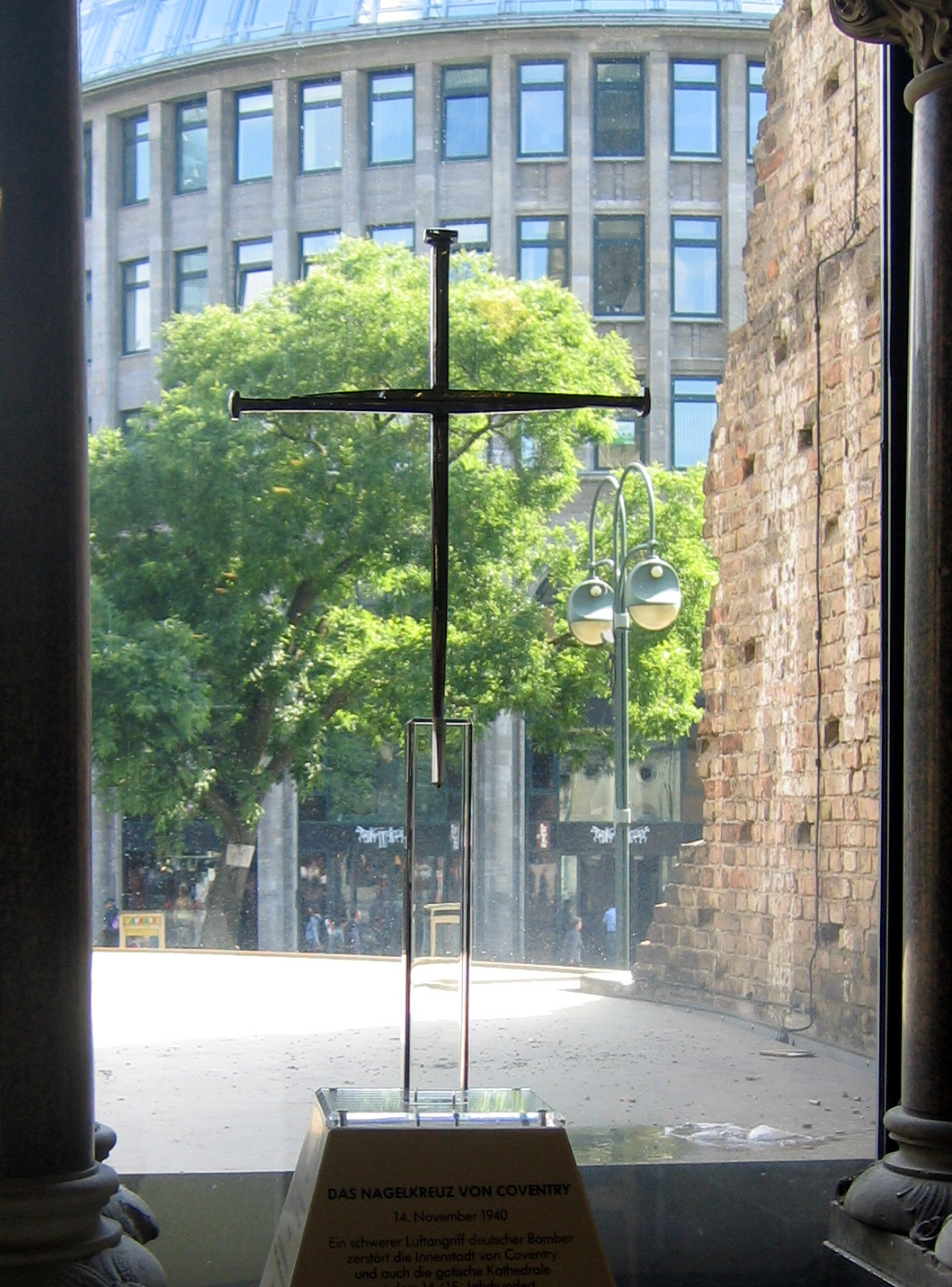
記念ホール内にある
コベントリーの鉄鋲十字架

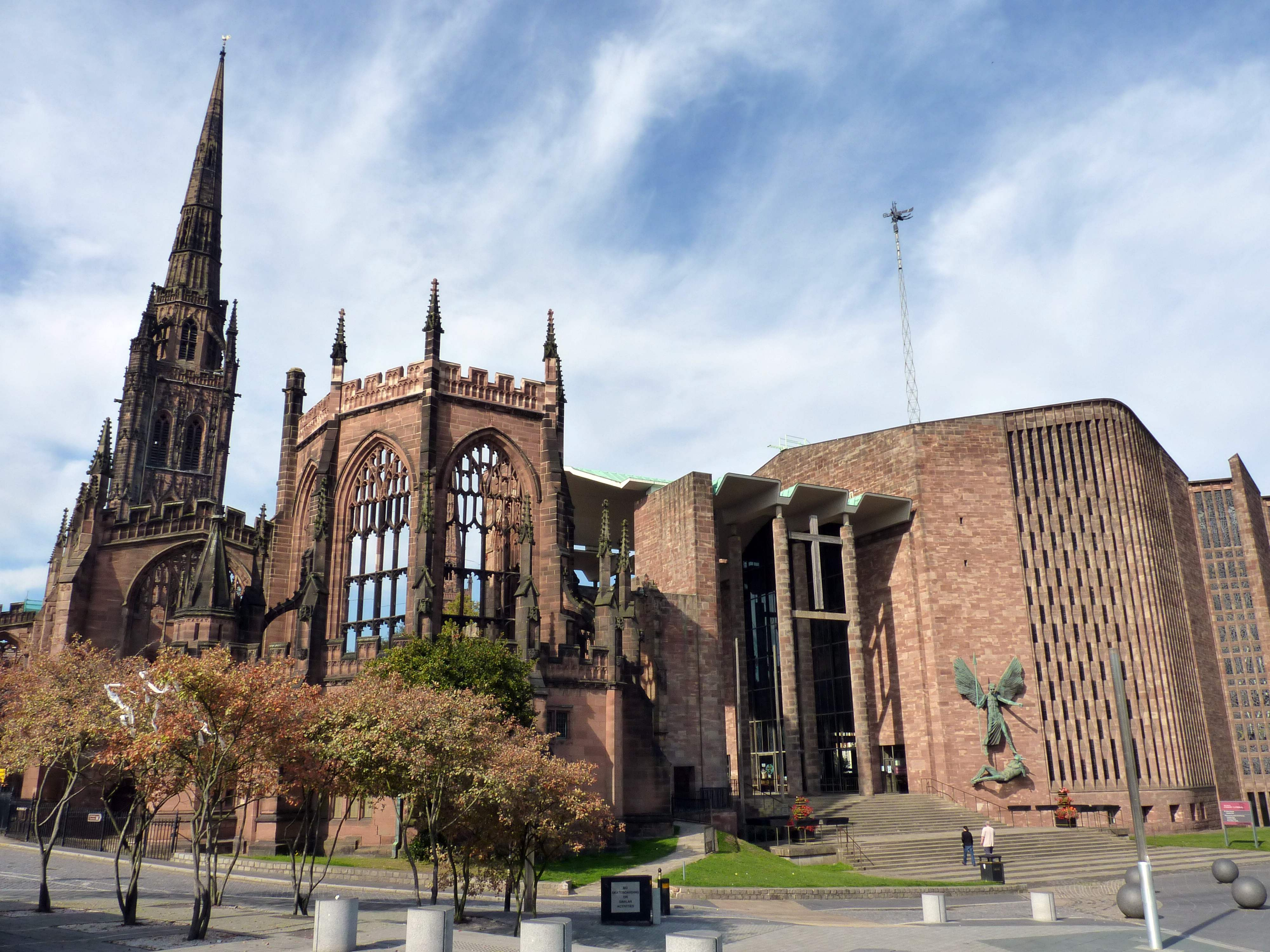
戦災廃墟を保存している
英国コベントリー大聖堂

ベルリン750周年記念祭が開催された1987年に、旧教会堂の入り口ホール部分は第2次世界大戦の戦災を回想するための記念ホールとして改装された。記念ホールに置かれた中心的展示物はコベントリーの鉄鋲十字架であった。この十字架は和解の徴でもあった。
この鉄鋲十字架は第2次世界大戦時のドイツ空軍空襲によって崩れ落ちた英国国教会コベントリー大聖堂の梁から出来ている。

## 記念教会礼拝

### 礼拝と祈祷会
- 主日聖餐礼拝と祝祭日礼拝、日曜午前10時(新教会堂)、ルター派礼拝式文を用いて行われている。:夕礼拝日曜18時[16]。
- 夕べの祈り、月曜から金曜まで17時30分、18時(新教会堂)
- 平和祈祷会、月曜から木曜まで13時(新教会堂)、金曜13時(旧教会堂記念ホールの鉄鋲十字架前)[17]。
- バッハの教会カンタータを組み込んだ礼拝(バッハ時代のルター派礼拝を復元)もしくは、オルガン曲、コラール合唱曲を組み込んだ音楽礼拝、金曜18時 [18]。

## 礼拝妨害
1967年12月24日の聖夜礼拝、および同年12月31日大晦日礼拝時に社会主義ドイツ学生連盟に属するベルリン自由大学等の学生運動活動家たちがカイザー・ヴィルヘルム記念教会に乱入、指導者ルディ・ドゥチュケが新教会堂の説教壇を占拠しベトナム戦争に抗議する反戦演説を始めた。礼拝出席者の一部による阻止行動によって、学生活動家たちは排除され、ルディ・ドゥチュケは負傷した。
なお、彼は1968年4月11日に街頭で銃撃され重傷を負い、後遺症に苦しんだ末、1979年12月24日に死去した。ルディ・ドゥチュケはベルリン・ダーレム地区にある聖アンネン教会付属墓地に埋葬され、葬儀説教はルター派左派神学者であったベルリン自由大学教授ヘルムート・ゴルヴィツァー教授によって執り行われた。